# Alexis Vastine
Alexis Vastine (n. 17 noiembrie 1986, Pont-Audemer, Haute-Normandie, Franța – d. 9 martie 2015, Villa Castelli⁠(d), Provincia La Rioja, Argentina) a fost un boxer ce a reprezentat Franța, medaliat olimpic. A participat la 2 ediții ale Jocurilor Olimpice (2008, 2012) în care a câștigat o medalie de bronz.